# Siria ai Giochi olimpici
La Siria ha partecipato per la prima volta ai Giochi olimpici nel 1948 e, dopo vent'anni di assenza, ha partecipato a tutti i Giochi estivi a partire dal 1968, ad eccezione del 1976. Non ha mai preso parte ai Giochi olimpici invernali.
I suoi atleti hanno vinto quattro medaglie: la prima è stata conquistata a Los Angeles 1984 dal lottatore Joseph Atiyeh, mentre la prima medaglia d'oro è stata vinta ad Atlanta 1996 da Ghada Shouaa nell'eptathlon.
Il Comitato Olimpico Siriano, fondato nel 1948, venne riconosciuto dal CIO nello stesso anno.

## Medagliere storico
| Giochi                 | Oro              | Argento          | Bronzo           | Totale           |
| ---------------------- | ---------------- | ---------------- | ---------------- | ---------------- |
| Londra 1948            | 0                | 0                | 0                | 0                |
| Helsinki 1952          | non partecipante | non partecipante | non partecipante | non partecipante |
| Melbourne 1956         | non partecipante | non partecipante | non partecipante | non partecipante |
| Roma 1960              | non partecipante | non partecipante | non partecipante | non partecipante |
| Tokyo 1964             | non partecipante | non partecipante | non partecipante | non partecipante |
| Città del Messico 1968 | 0                | 0                | 0                | 0                |
| Monaco 1972            | 0                | 0                | 0                | 0                |
| Montreal 1976          | non partecipante | non partecipante | non partecipante | non partecipante |
| Mosca 1980             | 0                | 0                | 0                | 0                |
| Los Angeles 1984       | 0                | 1                | 0                | 0                |
| Seul 1988              | 0                | 0                | 0                | 0                |
| Barcellona 1992        | 0                | 0                | 0                | 0                |
| Atlanta 1996           | 1                | 0                | 0                | 1                |
| Sydney 2000            | 0                | 0                | 0                | 0                |
| Atene 2004             | 0                | 0                | 1                | 1                |
| Pechino 2008           | 0                | 0                | 0                | 0                |
| Londra 2012            | 0                | 0                | 0                | 0                |
| Rio de Janeiro 2016    | 0                | 0                | 0                | 0                |
| Tokyo 2020             | 0                | 0                | 1                | 1                |
| Parigi 2024            | 0                | 0                | 0                | 0                |
| Totale                 | 1                | 1                | 2                | 4                |

## Medagliere per sport
| Sport             | Oro | Argento | Bronzo | Totale |
| ----------------- | --- | ------- | ------ | ------ |
| Atletica leggera  | 1   | 0       | 0      | 1      |
| Lotta             | 0   | 1       | 0      | 1      |
| Pugilato          | 0   | 0       | 1      | 1      |
| Sollevamento pesi | 0   | 0       | 1      | 1      |
| Totale            | 1   | 1       | 2      | 4      |

## Medagliati
| Medaglia | Atleta          | Edizione         | Sport             | Evento               |
| -------- | --------------- | ---------------- | ----------------- | -------------------- |
| Argento  | Joseph Atiyeh   | Los Angeles 1984 | Lotta             | Lotta libera -100 kg |
| Oro      | Ghada Shouaa    | Atlanta 1996     | Atletica leggera  | Eptathlon            |
| Bronzo   | Nasser Al-Shami | Atene 2004       | Pugilato          | Pesi massimi         |
| Bronzo   | Man Asaad       | Tokyo 2020       | Sollevamento pesi | +109 kg maschili     |